# 성서 아람어
성서 아람어(영어: Biblical Aramaic)는 히브리어 성서의 다니엘서와 에스라서에서 사용되는 아람어의 형태이다. 이것은 히브리어 성서의 아람어 의역, 설명 및 확장인 타르굼과 혼동되어서는 안 된다.

## 역사
기원전 600년경 시작된 유대인의 바빌론 유수 기간 동안 유대인들이 사용하는 언어는 점차 히브리어에서 아람어로 변화하였으며, 문자 또한 기존의 고대 히브리 문자에서 아람 문자로 대체되었다. 기원전 539년 아케메네스 왕조가 신바빌로니아 제국을 합병한 이후, 아람어는 공적 생활과 행정의 주요 언어가 되었다. 기원전 500년 다리우스 1세는 제국 서부 지역의 공식 언어로 제국 아람어를 선포하였으며, 이 제국 아람어가 이후 성서 아람어의 기초가 되었다.
이로 인해 성경 히브리어는 점차 예배 및 신학적 연구에 사용되는 언어로 사용빈도가 줄어들었고, 기원전 516년 시작된 제2성전기 유대인들은 서방 방언에 속하는 고대 아람어를 사용하였다. 이후 기원전 3세기부터 헬레니즘의 영향을 부분적으로 받으면서 중기 아람어가 등장하였다.
제국 아람어는 기원전 8세기 후반부터 기원전 4세기 말까지 고대 근동 지역에서 링구아 프랑카로 기능하였으므로, 성서 히브리어의 가장 오래된 형태와도 언어적 접점이 있었던 것으로 추정된다.
성서 아람어의 상대적 연대는 주로 다니엘서의 집필 시기를 두고 논의되어 왔다. 1929년 해럴드 로울리는 다니엘서의 아람어가 기원전 6세기보다 후대의 것으로, 그의 당시 사용 가능했던 제국 아람어 문서보다 유대교 성경 번역인 타르굼의 언어와 더 유사하다고 주장하였다.
반면, 일부 연구자들은 다니엘서의 아람어가 기원전 5세기 엘레판티네 파피루스의 언어와 가장 유사하므로, 전형적인 제국 아람어를 반영한다고 주장하였다. 트리니티 신학교의 최종태 박사 논문도 이러한 입장을 지지한다. 한편, 케네스 키친(Kenneth Kitchen)은 보다 신중한 입장을 취하며, 다니엘서의 아람어가 기원전 5세기부터 기원전 2세기 초까지 어느 시기의 것이라도 가능하다고 보았다.

## 칼데아어로 잘못된 명명
수세기 동안, 적어도 스트리돈의 제롬(420년 사망) 시대부터, 성서 아람어는 "칼데아어"(Chaldaic, Chaldee)로 잘못 명명되었다. 이 이름표는 초기 아람어 연구에서 흔히 사용되었으며 19세기까지 지속되었다. 추가 연구를 통해 히브리어 성경에 사용된 아람어 방언이 고대 칼데아인과 그들의 언어와 관련이 없다는 것이 결정적으로 밝혀지자 "칼데아어"라는 잘못된 명명은 그 결과 폐기되었다.

## 같이 보기
- 고대 히브리 문자
- 성서 히브리어
- 히브리어 성경